# Sailly (Ardennes)
Sailly település Franciaországban, Ardennes megyében. Lakosainak száma 249 fő (2022. január 1.). Sailly Blagny, Carignan, Linay, Malandry, Vaux-lès-Mouzon és Villy községekkel határos.

## Népesség
A település népessége az elmúlt években az alábbi módon változott:
| Lakosok száma | 355  | 281  | 245  | 201  | 262  | 250  | 253  | 251  | 250  | 249  |
|               | 1968 | 1982 | 1990 | 2006 | 2013 | 2015 | 2017 | 2019 | 2020 | 2022 |